# Enric Ravello i Barber
Enric Ravello i Barber, anteriorment conegut com a Enrique Ravello (València, 1968) és un polític valencià vinculat a organitzacions d'extrema dreta. El 2014, va ser un dels fundadors de la formació identitària Som Catalans.
Va formar part de l'organització nazi Cercle Espanyol d'Amics d'Europa, del Moviment Social Republicà i, posteriorment, de Plataforma per Catalunya, en la qual va exercir com a responsable de relacions internacionals. Gràcies a ell, Som Catalans va establir contactes amb el partit Vlaams Belang de Flandes i el Casal Europa de Perpinyà, liderat per l'exmilitant del Front Nacional Llorenç Perrié.
A escala internacional, el 2012 va participar en homenatges a feixistes italians i el 2014 va fer d'observador al referèndum sobre l'estatus polític de Crimea en qualitat de parlamentari català.